# One Night Only: Barbra Streisand and Quartet at The Village Vanguard
One Night Only: Barbra Streisand & Quartet at the Village Vanguard é um álbum ao vivo da cantora estadunidense Barbra Streisand, lançado em 2009, pela Columbia Records. No formato físico houve lançamento em Blu-ray, DVD e em uma edição especial que incluiu CD + DVD.
Em 2009, a cantora lançou Love Is the Answer, cujo repertório consistia em standards de jazz. A produção foi realizada por Diana Krall e Tommy LiPuma. Para promovê-lo, apresentou-se por uma noite apenas, em 26 de setembro, no Village Vanguard, cerca de quarenta e oito anos depois que ela abriu o show do cantor Miles Davis, no mesmo local.
Streisand foi apoiada por um quarteto composto por Tamir Hendelman (piano), Jeff Carney (baixo), Brian Koonin (guitarra) e Ray Marchica (bateria). No repertório, grandes canções americanas incluídas em Love Is The Answer, como "Heres To Life", "In The Wee Small Hours of the Morning", "Gentle Rain" e "Spring Can Really Hang You Up The Most"; esta foi cantada por ela, pela primeira vez, aos 19 anos, em St. Louis. Bem como clássicos do gênero como "My Funny Valentine", pertencente a Simply Streisand (1967), um de seus álbuns com menores vendas, segundo a própria relatou no evento, e "Bewitched, Bothered and Bewildered", gravado em 1964, para o The Third Album. A também atriz e diretora de cinema aproveitou para gravar em quarteto trilhas sonoras de seus filmes de sucesso, tais como: "Evergreen" (de Nasce uma Estrela, de 1976) e "The Way We Were" (do filme homônimo, de 1973).
A capacidade do estabelecimento era de 123 pessoas, 74 deles foram distribuídos por meio de concursos on-line a fãs, e o resto do espaço foi preenchido por câmeras de vídeo. Os vencedores do concurso foram reunidos no prédio da Sony, em Midtown Manhattan, e examinados com detectores de metal, para evitar vazamentos. Também foram instruídos a deixar todos os dispositivos eletrônicos, incluindo celulares, fora do evento, ou correriam risco de perder seus ingressos. Parte do público, também incluiu convidados especiais e amigos famosos, como: Bill Clinton, Hillary Clinton e Chelsea Clinton, Sarah Jessica Parker, Barry Diller e Diane von Fürstenberg, Sandy Gallin, Frank Rich, Donna Karan e Nicole Kidman.
Vídeos de cinco músicas do show foram transmitidos na AOL e no site oficial, barbrastreisand.com; Ken Sunshine, seu publicitário de longa data, disse na época do evento: “Pode eventualmente haver um DVD”.
A recepção da crítica especializada em música foi favorável. John Bush, do site AllMusic, avaliou com quatro estrelas de cinco, e em sua resenha escreveu que os vocais da cantora continuavam "inigualáveis" e "embora sua força com as notas altas esteja diminuindo, ela continua a mesma vocalista expressiva e cativante que era décadas antes".
Comercialmente, apareceu na parada de DVDs da Billboard, e foi certificado como disco de platina pela Recording Industry Association of America, por mais de 100 mil cópias vendidas nos Estados Unidos.

## Lista de faixas
Créditos adaptados do site AllMusic.
| N.º | Título                                   | Compositor(es)                                | Duração |  |
| 1.  | "Intro"                                  |                                               | 0:39    |  |
| 2.  | "Here's to Life"                         | Artie Butler, Phyllis Molinary                | 6:05    |  |
| 3.  | "In the Wee Small Hours of the Morning"  | Bob Hilliard, David Mann                      | 4:15    |  |
| 4.  | "Gentle Rain"                            | Luiz Bonfa, Matt Dubey                        | 3:46    |  |
| 5.  | "Spring Can Really Hang You Up the Most" | Tommy Wolf, Fran Landesman                    | 4:14    |  |
| 6.  | "If You Go Away" (Ne Me Quitte Pas)      | Jacques Brel, Rod McKuen                      | 5:52    |  |
| 7.  | "Where Do You Start?"                    | Johnny Mandel, Alan Bergman, Marilyn Bergman  | 4:29    |  |
| 8.  | "Nobody's Heart Belongs To Me"           | R. Rodgers, L. Hart                           | 4:07    |  |
| 9.  | "Make Someone Happy"                     | Jule Styne, Betty Comden, Adolph Green        | 4:58    |  |
| 10. | "My Funny Valentine"                     | L. Hart / R. Rodgers                          | 2:53    |  |
| 11. | "Betwitched, Bothered and Bewildered"    | L. Hart, R. Rodgers                           | 2:58    |  |
| 12. | "Thank You's and Introductions"          |                                               | 7:02    |  |
| 13. | "Evergreen"                              | B. Streisand, P. Williams                     | 3:43    |  |
| 14. | "Exit Music"                             |                                               | 1:02    |  |
| 15. | "Some Other Time"                        | Leonard Bernstein, Betty Comden, Adolph Green | 5:33    |  |
| 16. | "The Way We Were" (Encore)               | M. Hamlisch, A. Bergman, M. Bergman           | 4:44    |  |

## Tabelas

### Tabelas semanais
| Tabela musical (DVD) (2010)  | Melhor posição |
| ---------------------------- | -------------- |
| Países Baixos (Dutch Charts) | 3              |
| Suíça (Schweizer Hitparade)  | 6              |

## Certificações e vendas

### DVD e Blu-ray
| País           | Provedor | Certificação | Vendas certificadas |
| -------------- | -------- | ------------ | ------------------- |
| Austrália      | ARIA     | Ouro         | 7,500               |
| Estados Unidos | RIAA     | Platina      | 100,000             |